# Ernst Forsthoff
Ernst Forsthoff (Laar, 13 settembre 1902 – Heidelberg, 13 agosto 1974) è stato un giurista tedesco, studioso di diritto costituzionale e teorico del diritto amministrativo.

## Biografia
Figlio del pastore luterano Heinrich Forsthoff, Ernst Forsthoff fu chiamato a insegnare diritto all'università Goethe di Francoforte nel 1933. Passò all'Università di Amburgo nel 1935, all'Albertina di Königsberg nel 1936 e all'Università di Vienna nel 1942. Allontanato dall'insegnamento per ordine della Gestapo, nel 1943 fu chiamato all'Università Ruprecht Karl di Heidelberg.
Dopo la guerra, fu licenziato per ordine del governo militare americano, ma poté riprendere l'insegnamento nel 1952. Forsthoff fu uno dei principali autori della Costituzione di Cipro e fu presidente della Suprema Corte Costituzionale di Cipro dal 1960 al 1963.

## Opera

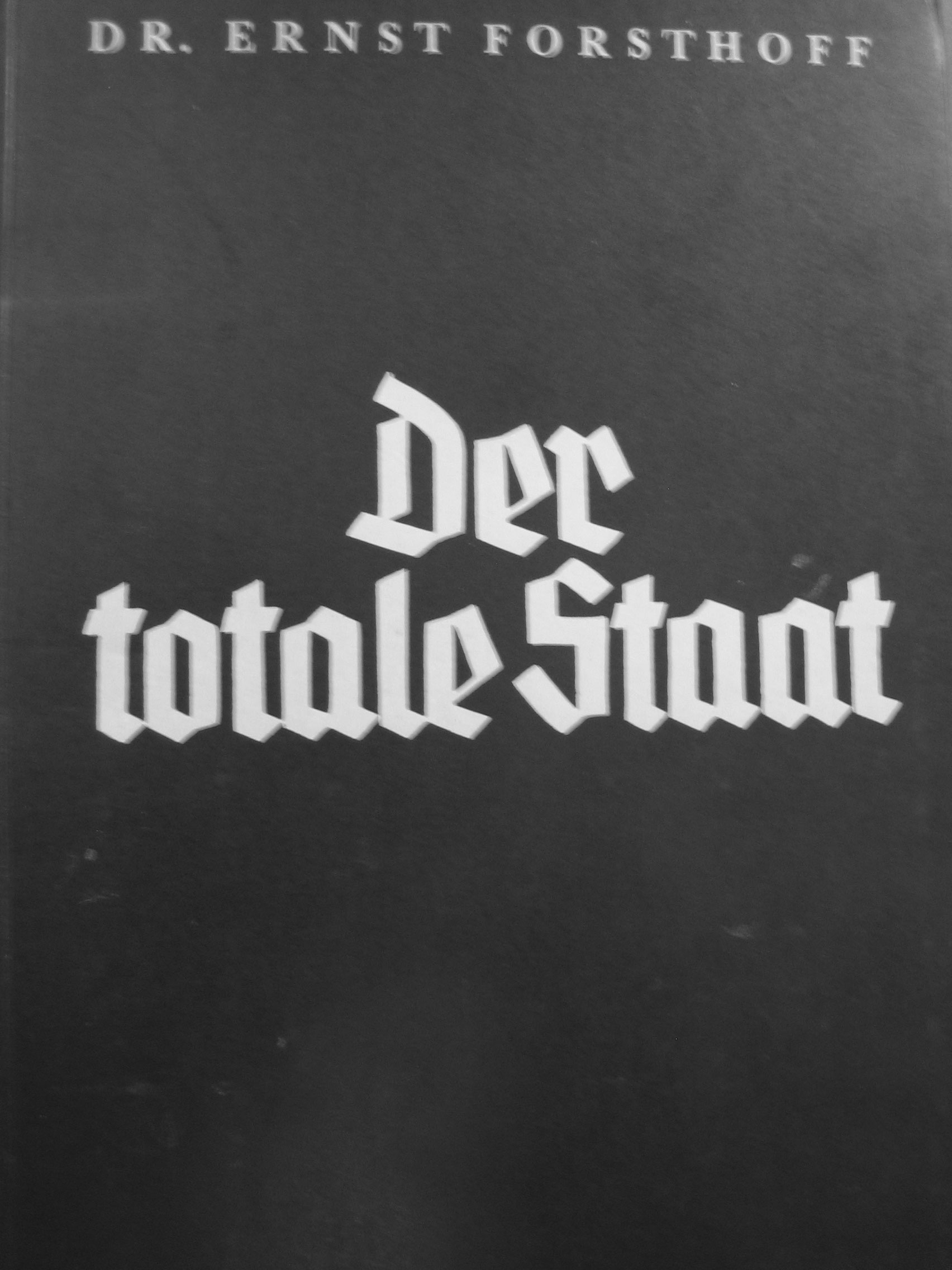
Der totale Staat, Amburgo, Hanseatische Verlagsanstalt, 1934

Negli anni '30 Forsthoff fu, insieme a Carl Schmitt, Karl Larenz, Theodor Maunz e Herbert Krüger, uno dei giuristi che tentarono con i loro scritti di fornire una legittimazione giuridica al regime nazista. Nel suo scritto del 1933 Der totale Staat (Lo Stato totale), Forsthoff difendeva il Führerprinzip, definito come potere di comando esclusivo e illimitato su tutti i soggetti dello Stato. Forsthoff, tuttavia non volle sottomettersi completamente al regime nazista e durante la guerra cadde in disgrazia presso le autorità.
In un importante articolo del 1938, Forsthoff coniò il termine Daseinsvorsorge, introducendo il concetto di servizio pubblico nel pensiero giuridico tedesco. Forsthoff sosteneva che nel processo di transizione da una società agraria a una società urbana e industriale l'uomo era venuto perdendo il controllo dei mezzi essenziali all'esistenza, come il cibo, il combustibile, l'acqua. Toccava all'amministrazione pubblica compensare questa perdita organizzando la fornitura di quei beni. A dispetto dei limiti della sua teoria, Forsthoff aveva intravisto un importante trend nello sviluppo della società contemporanea, vale a dire la tendenza dei componenti di questa società a divenire sempre più dipendenti da servizi pubblici e la tendenza a estendere questi ultimi al di là della cerchia dei veri e propri bisognosi.
Dopo la guerra, pur sostenendo il Rechtsstaat democratico (che contrapponeva al Sozialstaat propugnato dalla sinistra socialdemocratica), Forsthoff continuò a sostenere uno Stato forte, soggetto solo a limitati vincoli giudiziari, e rifiutò la nozione di diritti costituzionali come quadro normativo della società.
Forsthoff fu uno dei pochi studiosi europei del dopoguerra a continuare ad aderire a un rigoroso positivismo giuridico.

## Opere
- Der totale Staat, Amburgo, Hanseatische Verlagsanstalt, 1933.
- Deutsche Geschichte seit 1918 in Dokumenten, 1ª ed., Lipsia, 1935.
- Die Verwaltung als Leistungsträger, Kohlhammer Verlag Stuttgart-Berlin, 1938.
- Verfassungsprobleme des Sozialstaates, Münster 1954.
- Ernst Forsthoff (a cura di), Rechtsstaatlichkeit und Sozialstaatlichkeit, Darmstadt, 1968.
- Der Staat der Industriegesellschaft, Monaco, 1971.
- Lehrbuch des Verwaltungsrechts, Bd. I: Allgemeiner Teil, 1ª ed., Monaco, 1950.